# 宽叶角盘兰
宽叶角盘兰（学名：Herminium latifolium）为兰科角盘兰属下的一个种。

## 扩展阅读
- 維基物種上的相關：宽叶角盘兰